# 諾魯航空
諾魯航空（英語：Nauru Airlines，舊稱Our Airline、Air Nauru）是一家位於瑙魯的國家航空公司，樞紐機場是諾魯國際機場，提供來往諾魯至太平洋及澳洲的定期航班服務。

## 歷史

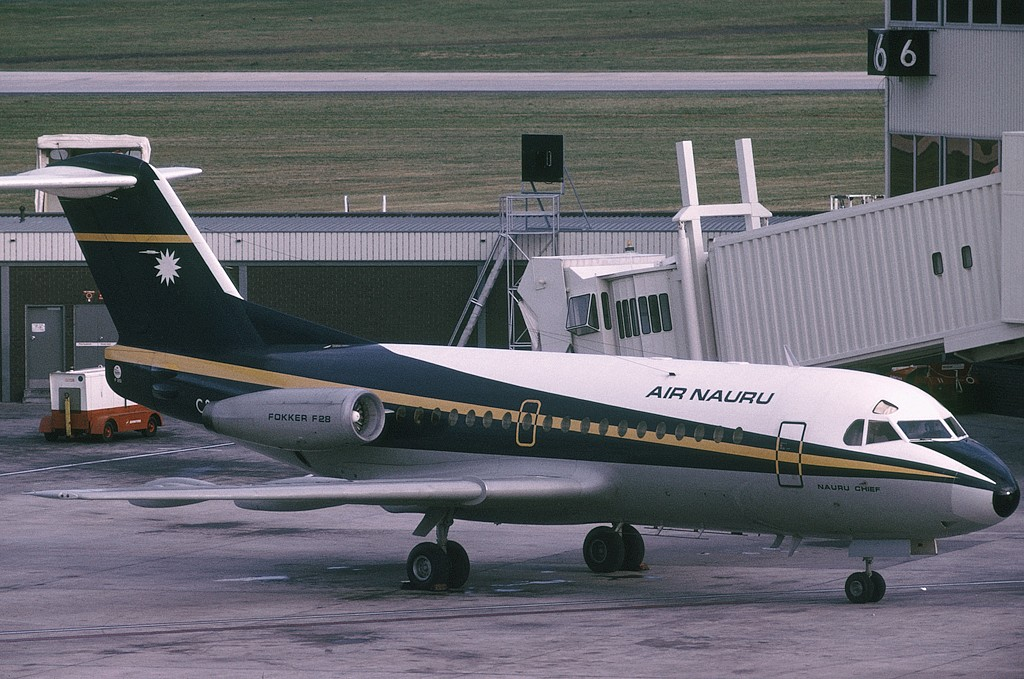
1973年諾魯航空的福克F28客機

諾魯航空成立時稱為諾魯航空，在1970年2月14日營運，採用特許航空（Air Chartered）註冊編號VH-BIZ的达索猎鹰20飛機執行試驗航班。諾魯航空於1972年1月接收註冊編號C2-RN1的福克F28後，開始提供定期航班服務。1975年及1976年分別接收了波音737-200及-100型，在70年代末把福克F28售于新幾內亞航空，改為採用更多波音飛機。
至1983年，諾魯航空的機隊已擴至7架（2架B737-100和5架B737-200），同時諾魯的人口亦增加至8000人，這相等於諾魯航空總機位量的十倍。此外，諾魯航空的聲譽不佳，政府莫名其妙的政策使不少航班被迫取消，例如使用波音727在低空搜索迷失方向的漁民，而在機上的漁民親戚卻享有酒精飲品服務。後來諾魯航空的規模漸漸縮小，把飛機出售或租賃，至1988年只剩下3架波音737-200，及1架租給泛澳大利亞航空的波音727；同時航空公司亦面對嚴重勞資糾紛，飛行員指已持續數個月進行沒有特定時間表的工作。1993年兩架波音737-400取代了兩架老舊的-200型，另外一架則留給士兵使用多一會。1996年7月，諾魯航空改組成諾魯航空股份（有限）公司，由新的CEO領導，不受政府束縛，獨自在商業市場上運作，成為少數不受政府束縛的公司。
1998年，諾魯航空受澳大利亚民航局的法规控制，自此成為被選中的外國航空公司持有澳大利亚空運執照。諾魯的常規經濟困境使諾魯航空遭到重大損失，在某些情形下破產。澳大利亚政府在飛機安全情況考慮下，在90年代短暫終止了諾魯航空營運。由於諾魯經常違約償還貸款，因此諾魯航空在澳大利亚的辦公室及設備常常被澳大利亚政府收回。2002年諾魯航空捲入美國出入口銀行爭議，澳洲高等法院在2005年12月的裁定未能幫助銀行收回航空公司唯一的飛機的決定，該飛機由債權人佔有，於2006年10月14日停放在墨爾本機場。2006年中，諾魯航空購買了波音737-300飛機，同時易名為奥尔航空。
2014年，奧爾航空再改回諾魯航空。

## 航線
- 瑙鲁
  - 瑙魯國際機場
- - 布里斯班國際機場
- 斐济
  - 楠迪國際機場
- 基里巴斯
  - 邦里基國際機場
- 马绍尔群岛
  - 馬紹爾群島國際機場
- 密克羅尼西亞聯邦
  - 波納佩國際機場
- 帛琉
  - 帛琉國際機場
- 圣诞岛
  - 聖誕島機場

### 已結束航線
- 中華民國
  - 臺灣桃園國際機場
- 香港
  - 香港國際機場
- - 雪梨國際機場
  - 墨爾本國際機場
- 新西兰
  - 奧克蘭國際機場
- 美国
  - 洛杉磯國際機場

## 現役機隊

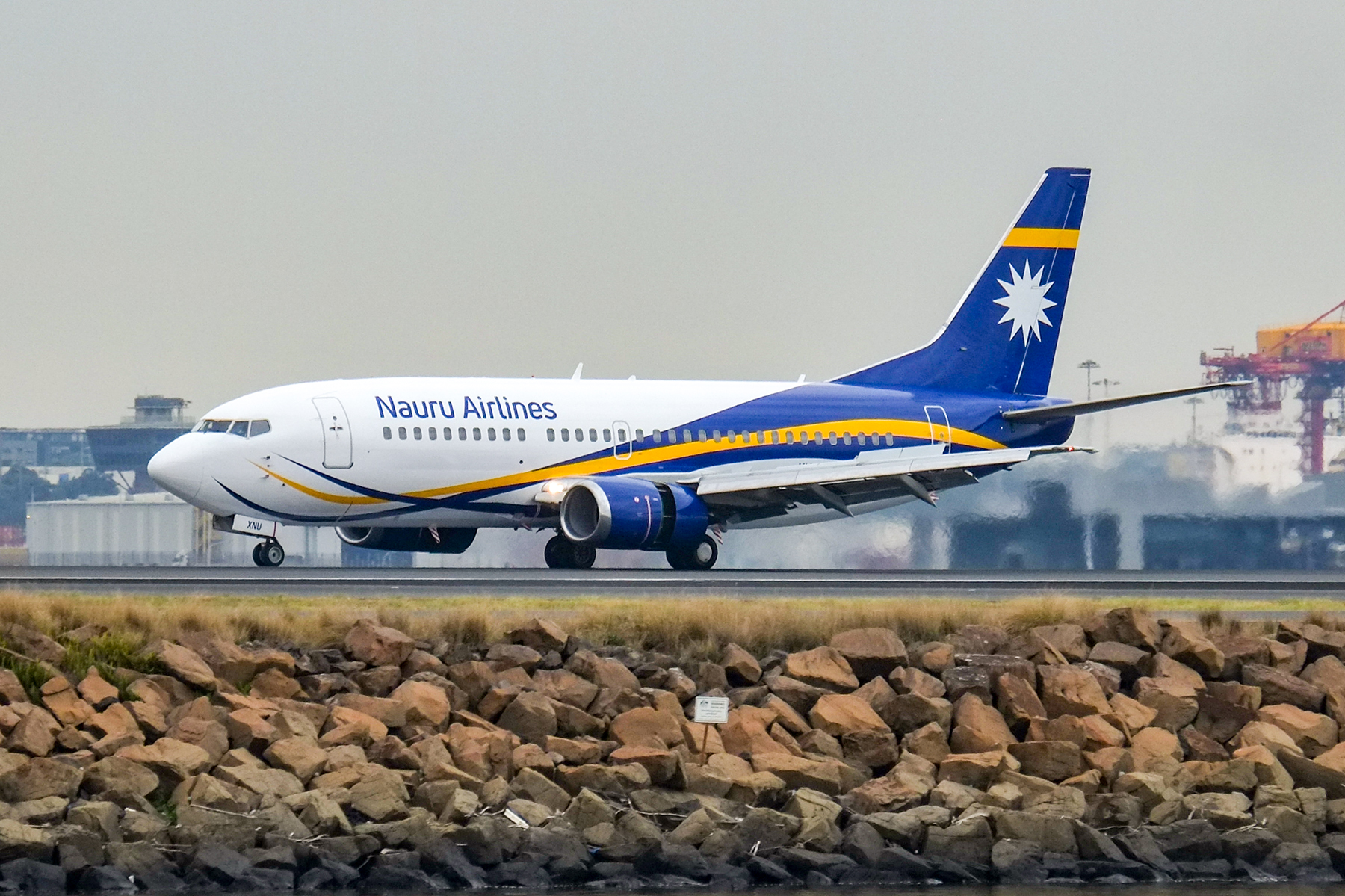
諾魯航空波音737-300在雪梨機場

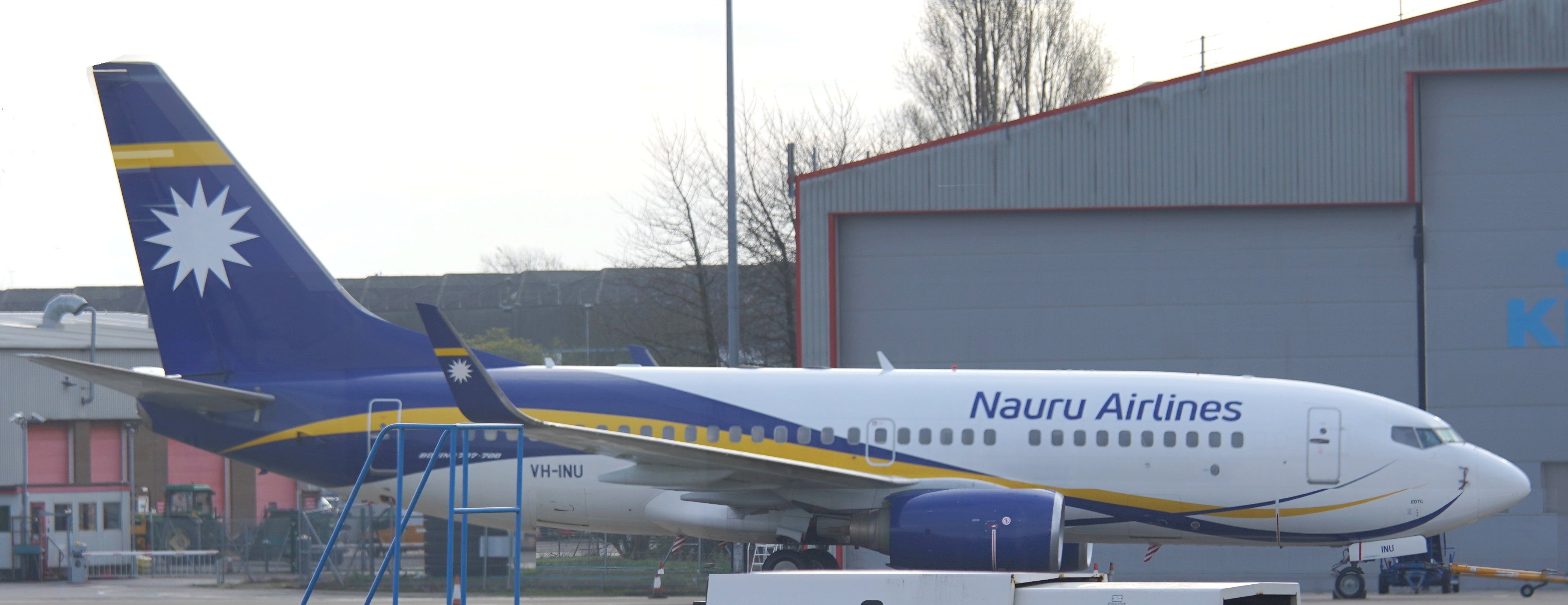
諾魯航空波音737-700

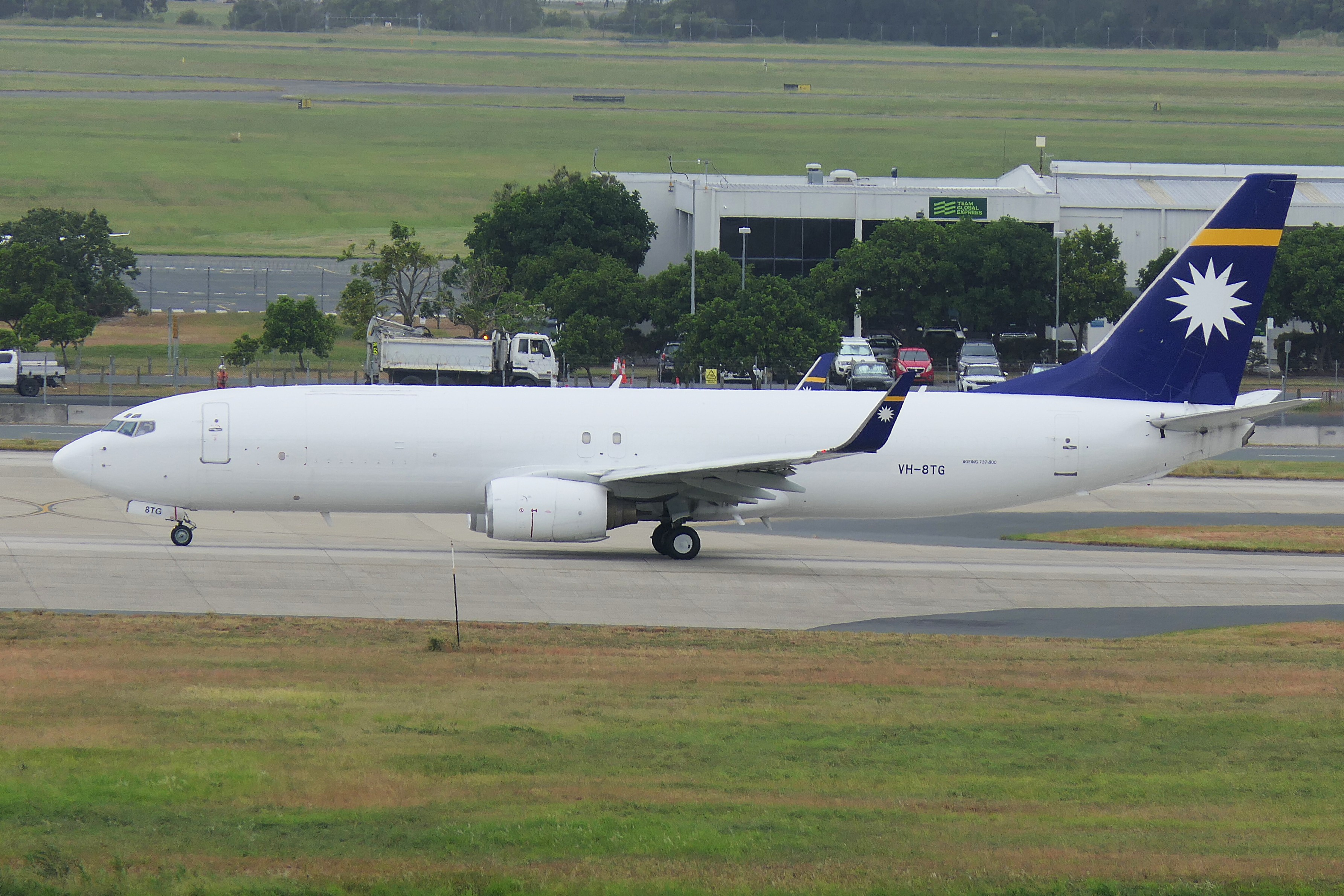
諾魯航空波音737-800(F)在布里斯本機場

截至2025年8月諾魯航空的機隊如下：
| 機型             | 服役中 | 訂購中 | 載客量 | 載客量 | 載客量 | 備註 |
| 機型             | 服役中 | 訂購中 | W      | Y      | 總數   | 備註 |
| ---------------- | ------ | ------ | ------ | ------ | ------ | ---- |
| 波音737-300      | 2      | —      | 18     | 96     | 114    |      |
| 波音737-700      | 1      | —      | 12     | 114    | 126    |      |
| 波音737-800      | 1      | —      | 10     | 168    | 178    |      |
| 諾魯航空貨運機隊 |        |        |        |        |        |      |
| 波音737-300(F)   | 2      | —      | Cargo  | Cargo  | Cargo  |      |
| 波音737-800(F)   | 1      | —      | Cargo  | Cargo  | Cargo  |      |
| Total            | 7      | 0      |        |        |        |      |

## 備註
1. 1 2  . Flight International. 2007-04-10: 60.
2. 1 2  A brief flying history of Brisbane Airport （页面存档备份，存于） retrieved 2007-09-22.
3. ↑  Image of VH-BIZ （页面存档备份，存于） retrieved 2007-09-22.
4. ↑  List of Boeing 737s operated by Air Nauru （页面存档备份，存于） retrieved 2007-09-22.
5. ↑  History of Boeing 727-77QC c/n 20370 （页面存档备份，存于） retrieved 2007-09-22.
6. ↑  Australian Aviation magazine 1984 Major Airline Directory. Aerospace Publications Pty. Ltd. ISSN 0813-0876.
7. ↑  Population number derived from figures mentioned on Page 14 of this report （页面存档备份，存于） retrieved 2007-09-22.
8. 1 2  "Micronesian Carriers to Stage a Comeback?" Australian Aviation magazine, No. 127, April 1997, p60-61. Aerospace Publications Pty. Ltd. ISSN 0813-0876.
9. ↑  Australian Aviation magazine 1989 Major Airline Directory. Aerospace Publications Pty. Ltd. ISSN 0813-0876.
10. ↑  Australian Aviation magazine 1994 Major Airline Directory. Aerospace Publications Pty. Ltd. ISSN 0813-0876.
11. ↑  . Australian Broadcasting Corporation. 2005-12-17  [2006-05-24]. （原始内容存档于2006-02-21）.
12. ↑  Suit costs Nauru its air link[永久] retrieved 2007-09-22.
13. ↑  . 諾魯航空官網. 2019-04-25  [2019-04-25]. （原始内容存档于2019-04-10）.
14. ↑  Flightradar24. . Flightradar24.   [2025-02-08] （英语）.

## 外部連結
- 諾魯航空官方網頁（英文）
- 諾魯航空的Facebook專頁
- 諾魯航空的X（前Twitter）
- 諾魯航空的Instagram帳戶
- 諾魯航空Youtube官方頻道（页面存档备份，存于）